# Ґолькеш
Ґолькеш (перс. گلكش) — село в Ірані, у дегестані Лайл, в Центральному бахші, шагрестані Ляхіджан остану Ґілян. За даними перепису 2006 року, його населення становило 108 осіб, що проживали у складі 26 сімей.